# Abadía de Mariager
La Abadía de Mariager (en danés: Mariagerkloster) era una abadía fundada en 1430 que se convirtió en un importante lugar de peregrinación, en la actual ciudad de Mariager, en el centro norte de Jutlandia, Dinamarca.
Mariager fue fundada en 1430 sobre una colina, pertenecía a la última orden monástica en llegar a Dinamarca antes de la Reforma protestante, en terrenos adquiridos a finales de los años 1420 por la disuelta Abadía de Randers.
La abadía de Mariager existió por poco más de cien años antes de que la mayoría de los daneses rechazaron las instituciones y las costumbres de su largo pasado católico. Durante la Reforma Mariager se convirtió en propiedad de la Corona, en 1536, pero se le permitió permanecer en servicio hasta 1588, como un hogar para mujeres nobles solteras. La iglesia se convirtió en parroquia luterana.